# Hispano Villiers
Hispano Villiers fue una marca española de motores fundada por el ingeniero industrial Ramón Pintó Oliveras, fabricados con el mismo nombre en Barcelona, entre 1953 y finales de los años 60, cuando se transformó en Hispano Motor para fabricar los motores Lombardini bajo licencia italiana.
En su mejor momento, la producción anual alcanzó las 60.000 unidades, basándose el éxito alcanzado con sus productos en una fabricación concienzuda y en la experiencia de la casa matriz Villiers en Inglaterra, que fabricaba motores desde principios del siglo. La calidad de estos motores se hace patente por la cantidad de montadores de microcoches y motocicletas que los incorporaron: Cofersa, Cremsa, RMH, ROA, Sanglas en su segunda marca Rovena, Elig, Biscúter, Clúa y muchos otros.

## Historia
Hispano Villiers S.A. fue fundada en Barcelona en 1951, bajo licencia de The Villiers Engineering Company Ltd, de Wolverhampton, Inglaterra. Su primer motor, denominado 10M, se presentó en 1953, con un margen de dos años desde su fundación, debido al exigente control de calidad. Mientras tanto importó unidades del motor fabricadas en Inglaterra. También la empresa Harry Walker SA, representante de Villiers Ltd en España, había importado estos motores tras la Guerra Civil.

### Disolución de la empresa
La empresa desapareció a causa de la crisis del sector de la motocicleta de mediados de los años 60, y el hundimiento del mercado de los microcoches tras la aparición del Seat 600, el Citroën 2CV y el Renault 4CV.
A principios de los 70, Hispano Villiers pasó a denominarse Hispano Motor SA y a fabricar, en una nueva planta ubicada en Rubí, Vallés Occidental, los motores Lombardini bajo licencia italiana, actividad que desarrolló hasta finales de los años 80.
Ramón Pintó iniciaría paralelamente en 1957 su andadura como presidente de CAV Condiesel, fundando en Sant Cugat de Vallès la industria de fabricación y montaje de equipos de inyección de motores Diesel. Ya en los años 90, presidiría CESA (Compañía Española de Sistemas Aeronáuticos), fundada a iniciativa del gobierno español para mejorar la posición internacional de la industria española de accesorios aeronáuticos.

## Modelos
El 10M era un monocilíndrico dos tiempos y 121,67 centímetros cúbicos de cilindrada, con una cámara de combustión ovoidal y potencia  de 6 CV a 4.500 rpm; compresión de 8.25:1 (que sería hoy ridícula, pero no igualada por ningún otro motor de la época), embrague de cinco discos en chapa de acero y treinta placas trapezoidales de fricción repartidas en dos de los discos.
El motor más producido de su gama fue el modelo 6M de 197 cc, ya que la mayoría de sus clientes eran fabricantes de motocarros y microcoches.
En 1958 Hispano Villiers lanzó uno de los pocos bicilíndricos que había en España, un dos cilindros paralelos (dos motores de 125 cc conectados por el cigüeñal a 180 grados), alcanzando así una curva característica similar a un cuatro cilindros de cuatro tiempos. Fue producido en dos versiones: la 2T de 250 cc y la 3T de 324 cc, con 17 CV a 5.000 rpm.
La gama de productos se complementaba con un motor estacionario industrial, y en 1962 comercializó un pequeño motor de 50cc para los ciclomotores de la marca Cremsa, empresa que en 1965, coincidiendo con el lanzamiento de estos motores, decidió lanzar al mercado dos modelos de ciclomotores así equipados. Se denominaron Turismo y Sport, y tenían estas características: 50 cc, potencia de 2 CV a 5.500 rpm, caja de cambios de dos y tres velocidades con mando al pie y al puño. Velocidad máxima 50 km/h con un consumo de 1,5 litros cada 100 km.